# 夏洛特王后海峽
夏洛特王后海峽（Queen Charlotte Strait）是溫哥華島和加拿大不列顛哥倫比亞省之間的三座小型海峽之一，位於溫哥華島西北方。東南方連接強斯頓海峽，西北方連接夏洛特王后灣。夏洛特王后海峽是阿拉斯加州至華盛頓州之間的內部水道的一部分。

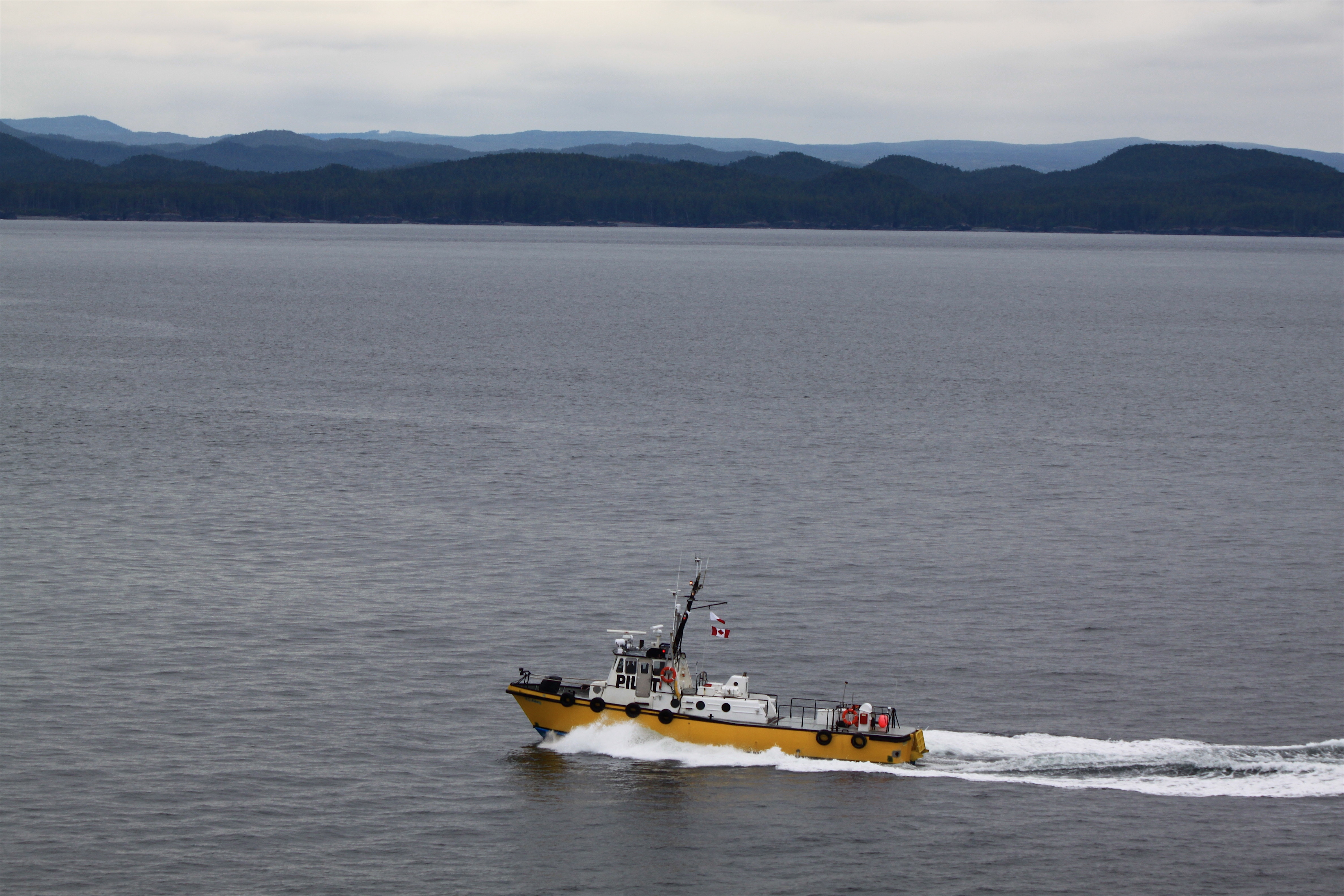
夏洛特王后海峽

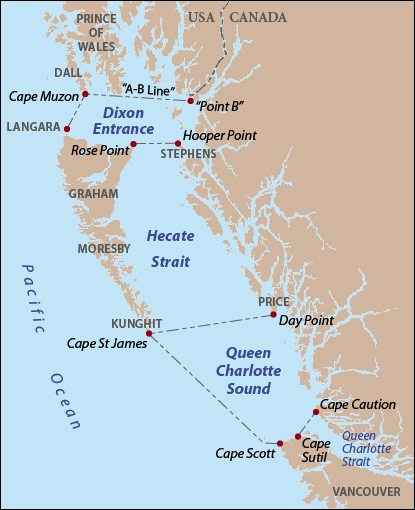
不列顛哥倫比亞省海岸地圖，夏洛特王后海峽位在右下方

1786年，東印度公司商人詹姆斯·史特朗奇（James Strange）航行至此地，以當時的英國王后梅克倫堡-施特雷利茨的夏洛特為其命名。夏洛特王后海峽附近的土地是北美原住民夸夸嘉夸族的傳統居住地。